# Mateo Aquino Febrillet
Mateo Aquino Febrillet, (21 de septiembre de 1955, San Cristóbal - 11 de marzo de 2016, Santo Domingo) era un educador, administrador, escritor y político dominicano, fue elegido Rector de la Universidad Autónoma de Santo Domingo en el año 2011 y candidato a senador del Partido Revolucionario Moderno (PRM) por la provincia de San Cristóbal en los pasados comicios del 2016.
Designado Doctor honoris causa, por la Universidad Andrés Bello de El Salvador y Profesor Honorario de la Universidad Nacional Autónoma de Nicaragua.
Fue declarado hijo meritorio de San Cristóbal, su ciudad natal, por el ayuntamiento de ese municipio; hijo meritorio de Yaguate, por el consejo municipal de Yaguate; Visitante y Huésped Distinguido con entrega de las llaves de la ciudad de varios municipios en la República Dominicana entre los que resaltan: Cotuí, Bonao, Barahona, La Vega, así como en San Salvador, República de El Salvador.

## Orígenes
Mateo Aquino Febrillet nació el 21 de septiembre de 1955, en el Hospital Juan Pablo Pina de San Cristóbal, provincia de la República Dominicana. Fue hijo de Federico Aquino Minier e Inocencia Febrillet Pozo, ambos fallecidos.
Estuvo casado con la Licenciada Rita Solís, siendo sus hijos Jessica Aquino, Jonathan Aquino y David Aquino.

## Formación
Los primeros tres niveles de primaria los cursó en la Escuela La Manigua, el 4.º, 5.º, y 6.º, los cursó en la Escuela Básica de Doña Ana. El nivel intermedio lo realizó en Yaguate, en la escuela pública Fray Bartolomé de las Casas.
Cursó el bachillerato en Física y Matemática en tres años, en la Academia La Trinitaria, adscrita al Liceo Fidel Ferrer.
Se graduó en la Universidad Autónoma de Santo Domingo, donde obtuvo las licenciaturas de Química y Administración de Empresas.
En el nivel del posgrado, obtuvo especialidad en Gerencia Financiera y Maestría en Gerencia y Productividad en la Universidad APEC así como un Diplomado en Gestión Universitaria en el Instituto Tecnológico de Santo Domingo, en la República Dominicana.
Tuvo un doctorado en el programa de Doctorado de Ciencias Empresariales en la Universidad de Alcalá, de España.
Participó en decenas de cursos, seminarios, talleres y dictó conferencias y ponencias en su país y en el exterior.

## Vida Académica
El profesor Febrillet inició su Carrera académica en la Universidad Autónoma de Santo Domingo, por concurso de oposición desde Monitor hasta alcanzar la máxima categoría de profesor titular. También se desempeñó como docente en los programas de Maestría.
Accedió a la Carrera administrativa también por concurso de oposición en la cual ascendió progresivamente hasta ocupar las máximas posiciones gerenciales, incluida la Secretaría General de la Institución.
Por elección fue escogido como vicerrector administrativo, cargo que ejerció con éxito en el periodo 1999-2002.
En las elecciones celebradas en febrero del 2011, fue elegido para ocupar el cargo de Rector Magnífico de la Universidad Autónoma de Santo Domingo, el que ocupó hasta el 28 de febrero de 2014.
Fue articulista de periódicos, donde publicó eventualmente artículos básicamente de interés académico.
Sus artículos y conferencias han sido recogidos y publicados en el libro “Reflexiones Académicas”.
También publicó los libros Reflexiones desde la Academia, que recoge sus discursos y conferencias, y el opúsculo “Reflexiones desde la Academia: una defensa apropiada de la UASD”.
Además de las actividades señaladas, fue el presidente de la Fundación Mundo Académico y productor del programa de televisión que llevó el mismo nombre, el cual se editó antes de ocupar el cargo de Rector de la UASD, y que fue relanzado al salir del cargo en el 2014, también fue el productor y conductor junto a un equipo de jóvenes sancristobalenses, del programa "La Voz de San Cristóbal", que se transmitió cada domingo desde el 17 de agosto de 2014.

## Vida política
En el ámbito político, se le reconoce su militancia en el Partido Revolucionario Dominicano desde 1975 hasta el 2015, ocupando varios cargos incluidos los de Miembro del Comité Ejecutivo Nacional y de la Comisión Política, así como miembro de los Departamentos de Organización, Educación y Doctrina de dicho partido.
Febrillet fue promotor de la concertación entre el PRD y el PRM para sumar todas las fuerzas políticas de oposición que aseguraran el triunfo en las elecciones del 2016, tanto en el nivel de la presidencia y la vicepresidencia, como a nivel congresual y municipal, de su país.
No obstante esa dilatada militancia, nunca ocupó cargos en el gobierno; tampoco había aspirado antes a ninguna posición electiva a nivel municipal, congresual ni presidencial.
En el 2015 por primera vez se presenta la propuesta para que el maestro Mateo Aquino Febrillet opte por un cargo político electivo. Es la iniciativa de un conjunto de ciudadanos y ciudadanas de distintos sectores y estratos sociales, quienes, conscientes de la situación, decidieron formar el Movimiento de Apoyo al Senador Febrillet, (MASFE), para elegirlo como senador de la República para el período 2016-2020.

## Asesinato
Mateo Aquino Febrillet, murió a consecuencia de herida de bala la tarde del 11 de marzo de 2016, mientras mediaba en una discusión entre los candidatos a diputados por el Partido Revolucionario Moderno (PRM), Blas Peralta y Edward Montás.
El 11 de julio de 2017, las juezas del Primer Tribunal Colegiado del Distrito Nacional condenó a 30 años de prisión a Blas Peralta por el asesinato del exrector de la Universidad Autónoma de Santo Domingo (UASD), Mateo Aquino Febrillet.
Asimismo, el excoronel Rafael Herrera Peña fue condenado a 5 años de reclusión, con suspensión condicional de la pena de 3 años; mientras que Franklin Venegas y Geraldo Bautista Mena fueron sentenciados a 8 años de reclusión.
El 22 de abril de 2016 familiares, amigos y compañeros de labores de Mateo Aquino Febrillet, reconocieron su aporte a la academia y a la sociedad dominicana con una tarja develizada en su honor al lado del árbol Ceiba que el fallecido académico había plantado en abril del 2011.

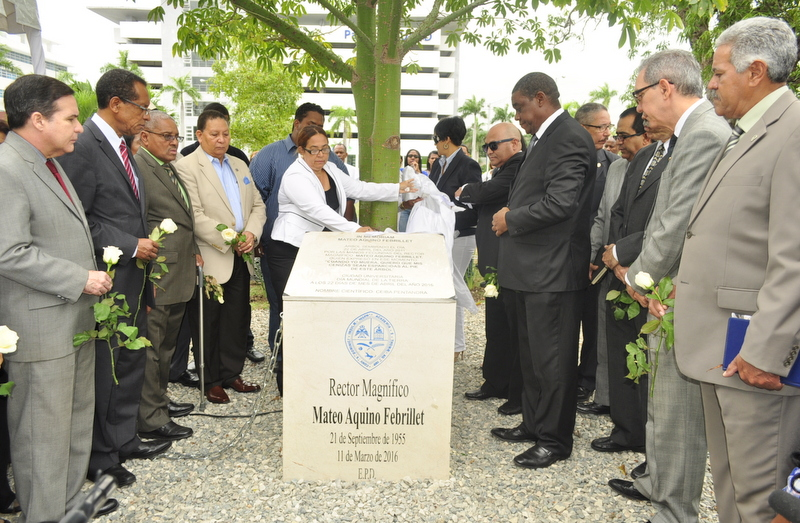
Tarja develizada en su honor, ubicada entre el Antiguo Comedor Universitario y el Aula Magna, al lado del árbol Ceiba que el fallecido académico había plantado en abril del 2011.

Durante su gestión, Aquino Febrillet,  sembró un árbol de Ceiba pentandra  en el 2011 y en ese momento dijo: “Cuando yo muera, quiero que mis cenizas sean esparcidas al pie de este árbol”.

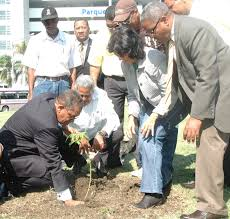
Momento en el que el fallecido Exrector Mateo Aquino Febrillet siembra la Ceiba pentandra en el campus de la UASD en abril del 2011

El 11 de marzo del 2022, pasados 6 años de su muerte, autoridades de la Universidad Autónoma de Santo Domingo durante el rectorado de la Dra. Emma Polanco y el decano de la Facultad de Ciencias Económicas y Sociales el Mtro. Alexis Martínez, en presencia de familiares y amigos, inauguran el aula 207 designada a nombre del Mtro. Mateo Aquino Febrillet, aprobado por el Consejo Universitario de la universidad mediante la resolución No.2019-369.

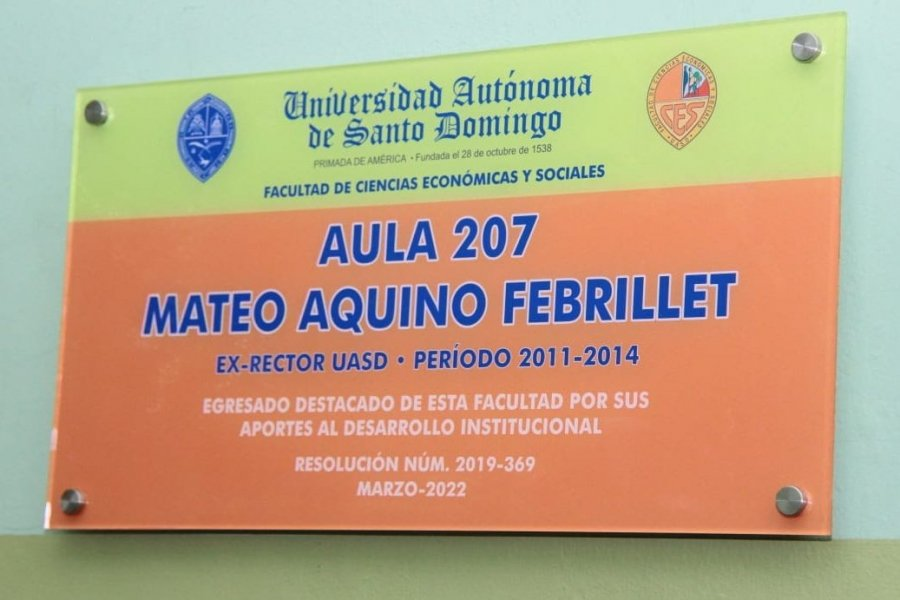
Placa informativa del aula 207 de la Facultad de Ciencias Económicas y Sociales de la Universidad Autónoma de Santo Domingo

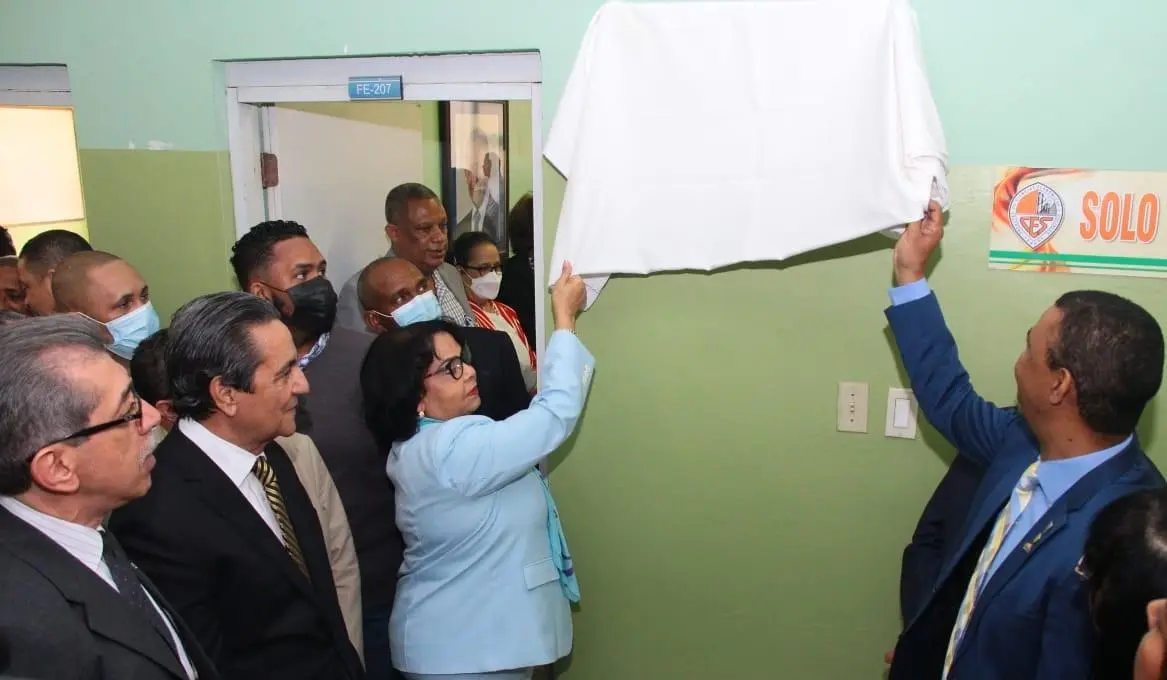
Momento en que autoridades de la UASD desvelan la placa informativa del aula 207 de la Facultad de Ciencias Económicas y Sociales de la Universidad Autónoma de Santo Domingo

## Reconocimientos
| País                 | Distinción                      | Institución                                |
| -------------------- | ------------------------------- | ------------------------------------------ |
| República Dominicana | Hijo meritorio                  | San Cristóbal                              |
| República Dominicana | Hijo meritorio                  | Yaguate                                    |
| República Dominicana | Visitante y Huésped Distinguido | Barahona                                   |
| República Dominicana | Visitante y Huésped Distinguido | Bonao                                      |
| República Dominicana | Visitante y Huésped Distinguido | Cotuí                                      |
| República Dominicana | Visitante y Huésped Distinguido | La Vega                                    |
| El Salvador          | Doctor honoris causa            | Universidad Andrés Bello                   |
| El Salvador          | Visitante y Huésped Distinguido | El Salvador                                |
| Nicaragua            | Profesor Honorario              | Universidad Nacional Autónoma de Nicaragua |